# Rociu
Rociu is een Roemeense gemeente in het district Argeș.
Rociu telt 2693 inwoners.